# When Daddy Was Wise
When Daddy Was Wise è un cortometraggio muto del 1912. Il nome del regista non viene riportato nei credit del film interpretato da Charles Eldridge, James Young e Lillian Walker.

## Produzione
Il film fu prodotto dalla Vitagraph Company of America.

## Distribuzione
Distribuito dalla General Film Company, il film - un cortometraggio di 300 metri - uscì nelle sale cinematografiche statunitensi il 10 maggio 1912.